# الغزو الهلالي لإفريقية
الغزو الهلالي لإفريقية يُشير إلى هجرة القبائل العربية من بني هلال إلى إفريقية. نظمها الفاطميون بهدف معاقبة الزيريين على قطع العلاقات معهم ومبايعتهم للخلفاء العباسيين.

## خلفية
قام المعز بن باديس في سنة 1045 م بالدعوة للخليفة العباسي في بغداد. كرد فعل، قام الفاطميون ومنذ 57/ 1058 بتشجيع قبائل بني هلال وبني المعقل وبني سليم العربية على غزو إفريقية.انحصرت رقعة الدولة أثناء عهد تميم (1062 - 1108 م) في المناطق الساحلية حول تونس. منذ 1148 م ومع غزوات روجر الثاني (النورمندي، ملك صقلية) فر آخر الملوك الحسن (1121 - 1148/ 52 م) عند أقربائه من حكام الجزائر. ثم قام بتسليم المدينة عند مقدم الموحدين سنة 1152م